# Lewis Beck
Lewis William Beck, Jr (ur. 19 kwietnia 1922 w Portland, zm. 25 kwietnia 1970 w Great Falls) – amerykański koszykarz, złoty medalista letnich igrzysk olimpijskich w Londynie w 1948 roku. Podczas turnieju olimpijskiego był kapitanem reprezentacji Stanów Zjednoczonych. Podczas II wojny światowej został ranny w nogę. 25 kwietnia 1970 roku zmarł na raka. Uniwersytet stanowy Oregonu ustanowił nagrodę jego imienia dla najzdolniejszego koszykarza. W 1981 roku został przyjęty do galerii sław sportu stanowego.